# Victorialand

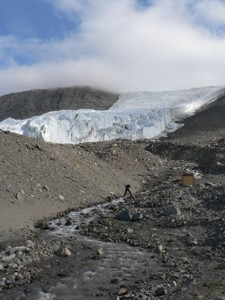
De Lassen Creek in Victorialand.

Victorialand is een gebied van Antarctica ten zuiden van Nieuw-Zeeland, en werd genoemd naar koningin Victoria van het Verenigd Koninkrijk. Het wordt begrensd door de Rosszee aan de oostzijde, en door Wilkesland in het westen. Voor de kust ligt de voorgestelde Somovzee.
Gedeelten van de Droge Valleien van McMurdo en het Transantarctisch Gebergte liggen in dit gebied. Vroege verkenners van de regio zijn onder anderen James Ross en Douglas Mawson.